# Inessa Tumanjan
Inessa Tumanjan (russisk: Ине́сса Суре́новна Туманя́н) (født 10. september 1929 i Moskva i Sovjetunionen, død 10. januar 2005 i Moskva i Rusland) var en sovjetisk filminstruktør og manuskriptforfatter.

## Filmografi
- Kogda ja stanu velikanom (Когда я стану великаном, 1979)[1][2]